# Onze Chapitres sur Platon
Les Onze Chapitres sur Platon sont une œuvre philosophique d'Alain, parue en 1928. Il s'agit de commentaires des dialogues de Platon. Les Onze chapitres ont été repris dans les recueils Idées, paru en 1939, et Platon, paru de façon posthume, du même auteur.

## Éditions
- Alain, Idées : Introduction à la philosophie, Paris, Paul Hartmann, 1939 (lire en ligne), rééd. Flammarion, 2010.
- Alain, Onze Chapitres sur Platon, Paris, Paul Hartmann, 1928.
- Alain, Platon, Paris, Flammarion, 2005.